# Massimiliano Amato
Massimiliano Amato, spesso accreditato come Max Amato (Roma, 14 ottobre 1963), è un attore, regista e sceneggiatore italiano.

## Biografia
Nasce a Roma il 14 ottobre 1963. Dopo la maturità artistica si dedica al teatro indipendente e alle videoproduzioni.
Ha portato in scena, come attore e regista, opere di Luigi Pirandello, Tennessee Williams, Slawomir Mrožek, Sam Shepard, Jean Cocteau e adattamenti tratti da Working di Studs Terkel.
In televisione ha lavorato in diverse fiction Rai e Mediaset per la regia di Luigi Perelli, Donatella Maiorca, Raffaele Mertes, Antonello Grimaldi, Robert Chapman ed altri ancora. Al cinema con Barbara Dall'Angelo (CSC), Robert Hellis Miller, Andrea Lodovichetti (CSC), Maurizio Ponzi, e nel 2003 anche con Carlo Verdone nel film Ma che colpa abbiamo noi.
Come autore ha realizzato e prodotto un documentario sul cinema indipendente, un cortometraggio sulle mine anti-uomo.
Exit: una storia personale è il suo primo lungometraggio come regista e sceneggiatore con cui si aggiudica la Mention Spéciale CICAE al Festival du Cinéma Italien d'Annecy 2010.
Torna a teatro nel 2013 dirigendo la prima italiana di In a dark dark house dell'autore americano Neil LaBute e nel 2014 realizza la sua opera seconda, Freddy Hotel, in concorso al Independent Days International FilmFest. 
Nel 2016 realizza il suo terzo lungometraggio Il resto con i miei occhi, film che decide di rendere visibile gratuitamente sulle piattaforme Facebook, YouTube e IMDb.
Nel 2018 in collaborazione con la casa di produzione Movie Factory di Francesco Paolo Montini realizza il suo quarto lungometraggio dal titolo Verso un altrove, presentato al Festival di cinema indipendente di Roma.

## Filmografia

### Attore

#### Cinema
- Il giardino dei ciliegi, regia di Antonello Aglioti (1992)
- Anche i commercialisti hanno un'anima, regia di Maurizio Ponzi (1994)
- Ma che colpa abbiamo noi, regia di Carlo Verdone (2003)
- Cruel Tango, regia di Salvatore Metastasio (2012)
- Mia figlia si sposa, regia di Fiorella Martucciello (2016)
- Hellis, regia di David Petrucci (2018)

#### Televisione
- Killer Rules - film TV, regia di Robert Ellis Miller (1993)
- Vivere - soap opera (1999)
- Carabinieri - serie TV (2002)
- La squadra - serie TV (2003-2008)
- Don Matteo - serie TV, episodio 4x27 (2004)
- Diritto di difesa - serie TV, episodi 1x25 e 1x26 (2004)
- Distretto di Polizia, episodio 6x22 (2006)
- Un caso di coscienza 3 - serie TV (2008)
- R.I.S. Roma - Delitti imperfetti - serie TV, episodio 1x13 (2010)
- Hellis Silence - serie TV (2015)

#### Cortometraggi
- Via Manthonè, 36, regia di Barbara Dell'Angelo (1995)
- Viaggio in Sicilia, regia di Giampaolo Serra (1996)
- Cabiria, Priscilla e le altre, regia di Fabiano Celestini (1999)
- Dedicata a te, regia di Nicola Cometti e Donatella Fossataro (2000)
- Sotto il mio giardino, regia di Andrea Lodovichetti (2007)

### Regista
- Exit: una storia personale (2010)
- Freddy Hotel (2014)
- Il resto con i miei occhi (2016)
- Verso un altrove (2018)
- Il disegnatore del suono (2021)

## Teatro
- Emigranti di Sławomir Mrożek, regia di Sandro Carolese (1994)
- L'uomo dal fiore in bocca di Luigi Pirandello, regia di Sandro Carolese (1996)
- Doctor, regia di Massimiliano Amato (1998)
- Pazzo d'amore, regia di Riccardo de Torrebruna (1998)
- Il delirio di Lex di Massimiliano Amato, regia di Riccardo de Torrebruna (1998)
- Quello che facciamo di Studs Terkel, regia di Massimiliano Amato (1999)
- Il viaggio di Pallina Rossetti, regia di Riccardo de Torrebruna (1999)
- 27 Wagon Full of Cotton di Tennessee Williams, regia di Massimiliano Amato (2003)
- Naked Lunch, regia di Vincenzo Errico (2000)
- In a Dark Dark House di Neil LaBute (2013)

## Riconoscimenti
- Festival du Cinéma Italien d'Annecy
  - 2010 – Menzione Speciale CICAE per Exit: una storia personale